# Eyre Crowe (Diplomat)
Sir Eyre Alexander Barby Wichart Crowe (* 30. Juli 1864 in Leipzig; † 28. April 1925) war ein britischer Diplomat. Er war in der Zeit vor dem Ersten Weltkrieg einer der führenden Experten für Deutschland im britischen Außenministerium und er war selbst zur Hälfte deutscher Abstammung.

## Herkunft, Verwandtschaft
Crowe ging in Düsseldorf (wo er aufwuchs) und Berlin zur Schule. Sein Vater Joseph Archer Crowe (1825–1896) war Journalist, britischer Generalkonsul und später Handelsattachée für Europa. Der Maler Eyre Crowe war sein Onkel. Seine Mutter Asta von Barby (1841–1908) war Deutsche, Tochter von Baron Gustav von Barby und Evelina von Ribbentrop, die nach dem Tod ihres Mannes Otto von Holtzendorff heiratete. Crowes Vater war mit dem Herzog Ernst II. (Sachsen-Coburg und Gotha) befreundet. Die Herzogin war Patin von Eyre Crowe.
Crowe war von seiner Herkunft her sehr gut in deutscher Geschichte, Literatur, Kultur, Politik und Wirtschaft bewandert. Wie schon sein Vater hatte er wenig Sympathie für Wilhelm II., den er für den Totengräber des deutschen Liberalismus hielt.
1903 heiratete er seine deutsche Cousine Clema Gerhardt (1869–1953), Tochter von Carl Jakob Adolf Christian Gerhardt, (der in Gamburg lebte) und der Witwe von Eberhardt von Bonin. Ihr Cousin und der von Crowe selbst war der spätere Großadmiral Henning von Holtzendorff, mit dem Crowe auch korrespondierte (er war ein Tirpitz-Gegner). Aus der Ehe gingen drei Töchter und ein Sohn hervor.
Seine Schwester Victoria hatte 1880 den Militärhistoriker Spenser Wilkinson geheiratet.

## Anfänge der Karriere
1882 ging Crowe nach England, um die Prüfung für den diplomatischen Dienst abzulegen. Damals sprach er besser Deutsch als Englisch und auch später konnte er, wenn er erregt war, in einen deutschen Akzent zurückfallen. Da er nicht in England erzogen war (die Familie konnte aus finanziellen Gründen die Erziehung dort nicht bezahlen und er hielt sich stattdessen länger in Paris auf), galt er als Außenseiter und sein halb deutscher Ursprung machte ihn im Ersten Weltkrieg zum Ziel von Angriffen aus der britischen Presse.
Ab 1885 war er im diplomatischen Dienst und nach einer Zeit als Junior Clerk bis 1896 Resident Clerk. Zunächst war er in der Konsularabteilung, dann in der Abteilung afrikanische Protektorate und ab 1906 als Senior Clerk im Western Department tätig.

## Das Memorandum von 1907
Er machte im Außenministerium von sich reden, als er am 1. Januar 1907 eine Denkschrift (Memorandum on the present state of British relations with France and Germany) zirkulieren ließ, die vor dem Kolonialstreben des Deutschen Reichs warnte, das gegenüber England seit etwa 1890 in regelmäßigen Abständen außenpolitische Erpressung betreibe. Dem habe man bisher meist nachgegeben, was jedoch nur neue Forderungen nach sich gezogen habe. Weiter wirft er der deutschen Regierung vor, eine Hegemonierolle in Europa anzustreben, einem Streben, dem sich England traditionell in der Vergangenheit widersetzt habe. Ob dies von deutscher Seite mit Absicht geschah oder Ausdruck ungeschickter Außenpolitik in Folge der erratischen und oftmals aggressiven Einflussnahme des Kaisers, ließ er offen. Da das politisch aber die gleichen Folgen nach sich zöge, sei diese Frage zweitrangig. Nach Crowe würde die Fortsetzung der bisherigen deutschen Politik unweigerlich zum Krieg mit Großbritannien führen. Der Ton war keineswegs antideutsch, er lobte sogar den Einfluss deutscher Ideen und Methoden auf den Rest der Welt und begrüßte ein starkes Deutschland wegen seiner Rolle in einer Machtbalance mit Frankreich und Russland. Erstellt wurde das Memorandum schon 1905/06 unter dem Eindruck der Ersten Marokkokrise.
Der Außenminister Edward Grey fand das Memorandum nützlich und reichte es an weitere Kabinettsmitglieder wie Herbert Henry Asquith und den Premier Henry Campbell-Bannerman weiter. Über den Einfluss des Memorandums gab es später unterschiedliche Meinungen. Einige sahen darin die Vorlage für die spätere britische Außenpolitik bis zum Eintritt in den Ersten Weltkrieg, andere fanden, dass der Einfluss von Crowe stark überschätzt wurde und konstatierten keinen größeren Einfluss des Dokuments.

## Spätere Karriere
Eyre wich auch später in seiner Einschätzung des Memorandums von 1907 nicht ab und gab regelmäßig in den außenpolitischen Krisensituationen ähnliche Einschätzungen der Ziele deutscher Außenpolitik. In der Zweiten Marokkokrise (Panthersprung nach Agadir) 1911 drang er darauf, gegenüber der deutschen Regierung hart zu bleiben und Frankreich in der Krise zu unterstützen, notfalls auch bei einem möglichen Kriegseintritt, und auch in der Juli-Krise 1914 plädierte er für einen Kriegseintritt auf Seiten Frankreichs in dem drohenden Konflikt mit dem Deutschen Reich.
Im Ersten Weltkrieg war er in der Abteilung Konterbande (Contraband Department) und zur Zeit der Pariser Friedenskonferenz 1919 war er Assistant Under-Secretary for Foreign Affairs (ab 1912) und spielte eine wichtige Rolle in der britischen Delegation, mit dem Rang eines Ministre plénipotentiaire. Ab 1920 war er Permanent Under-Secretary im Außenministerium, was er bis zu seinem Tod blieb.

## Charakter
Crowe galt als brillant, sehr genau, aber auch als überheblich und jemand, der ohne Ansehen der Person auch gegenüber Vorgesetzten darauf hinwies, wenn sie seiner Meinung nach schlecht informiert waren oder schwach argumentierten. Er machte zwar unaufhaltsam Karriere im Außenministerium, seine Arroganz behinderte diese aber auch: Als die Frage der Nachfolge des ständigen Unterstaatssekretärs (Permanent Under-Secretary) Arthur Nicolson (1910 bis 1916 sein unmittelbarer Vorgesetzter) diskutiert wurde, verhinderte Herbert Asquith zunächst aus diesem Grund, dass Crowe die schon als sicher angenommene Nachfolge antrat (er wurde dann erst 1920 auf diese Position befördert). Mit Nicolson selbst kam Crowe gut aus, mit seinem Vorgänger Charles Hardinge (1906 bis 1910 sein unmittelbarer Vorgesetzter) schon weniger gut.

## Ehrungen
1907 wurde er CB, 1917 KCB und 1923 GCB, 1911 KCMG und 1920 GCMG.